# دار راس (حبيش)

تعديل مصدري - تعديل

دار راس محلة تابعة لقرية السهولة، التابعة لعزلة صائر بمديرية حبيش إحدى مديريات محافظة إب في الجمهورية اليمنية، بلغ تعداد سكانها 115 حسب تعداد اليمن لعام 2004.